# Clase Lirica
La clase Lírica, también conocida como clase Mistral, es una clase de cruceros operados por MSC Cruceros. construidos en Chantiers de l'Atlantique en Saint Nazaire, Francia. MSC Cruceros opera cuatro transatlánticos de esta clase y AIDA Cruises opera el primer transatlántico más pequeño. El último barco de la serie entró en servicio en 2004.
En 2014, MSC Cruceros anunció que los cuatro barcos de la clase Lirica se renovarían bajo el "Programa Renacimiento". Cada una de las embarcaciones se alargó 24 metros (79 pies) en 2015, agregando 193 camarotes adicionales.
El Mistral, luego llamado Costa neoRiviera salió de la flota de Costa en 2019 y fue transferida a la marca hermana AIDA Cruises como AIDAmira. Fue vendido en 2022 a Ambassador Cruise Line, que pretende operarlo como Ambition a partir de 2023.

## Unidades
| Año de construcción | Buque        | Tonelaje  | Notas | Imagen |
| ------------------- | ------------ | --------- | ----- | ------ |
| 1999                | AIDAmira     | 47.276 Tn |       |        |
| 2001                | MSC Armonia  | 58.625 Tn |       |        |
| 2002                | MSC Sinfonia | 58.625 Tn |       |        |
| 2003                | MSC Lirica   | 59.058 Tn |       |        |
| 2004                | MSC Opera    | 59.058 Tn |       |        |